# Йосиф Бучинський
Йосиф Бучинський (ім'я також Йосип або Осип; 5 вересня 1891, Застав'є — 26 червня 1941, Львів) — український греко-католицький священник, жертва радянських репресій. Слуга Божий.

## Життєпис
Йосиф Бучинський народився 5 вересня 1891 року в селі Застав'є Тернопільського повіту (нині Тернопільський район Тернопільської області) в сім'ї Миколи Бучинського і його дружини Марії з дому Рудницька. Навчався у народній школі в рідному селі і Тернопільській українській гімназії (іспит зрілості склав 16 червня 1912). Восени 1912 року вступив до Львівської духовної семінарії і розпочав навчання на Богословському факультеті Львівського університету. Під час війни один рік вчився в Оломоуці (1914–1915) і, повернувшись до Львова, в 1916 році докінчив богословські студії в університеті. Одружився з Іванною-Стефанією Могильницькою. Виховували восьмеро дітей.
1 квітня 1917 року у Львові отримав ієрейське рукоположення. Першим місцем душпастирської праці була парафія в селі Гринів на Пустомитівщині, де з 17 квітня 1917 року до 10 лютого 1920 року він був сотрудником, а потім до 2 березня 1921 року — адміністратором. Потім працював у Вишнівчику Перемишлянського повіту (до 29 вересня 1930 року), коли був переведений до села Петриків, неподалік Тернополя. З 1938 року отець Йосиф Бучинський служив на парафії села Мишковичі, яка була останньою в його житті.
9 вересня 1940 року о. Йосип Бучинський був заарештований Тернопільським ОВ НКВС. Разом з ним були заарештовані сини Степан і Юрій та дочка Марія, а також двоюрідні брати дружини пароха. Всіх арештованих відвезли до Тернопільської тюрми, а після чотирьох днів — до «Бригідок» у Львові. Протягом усього часу перебування у тюрмі отець Йосиф ретельно виконував свої душпастирські обов'язки: сповідав в'язнів, навчав молитов і заповідей Божих, вселяв у них віру в Бога й заохочував мужньо прийняти мученицьку смерть. З початком німецько-радянської війни почалось масове винищення політичних в'язнів у тюрмах прифронтових областей. 26 червня 1941 року о. Йосиф Бучинський був розстріляний у львівських «Бригідках», а з ним зазнали смерті його син Степан і дочка Марія. Сину Юрію після евакуації частини в'язнів на Схід, вдалося втекти з Бердичівської тюрми, дістатися додому і виїхати спочатку до Німеччини, а потім до Канади.

### Беатифікаційний процес
Від 2001 року триває беатифікаційний процес прилучення о. Йосифа Бучинського до лику блаженних.